# Toendra van de Antipoden
De toendra van de Antipoden is een WWF-ecoregio die de volgende eilanden omvat:
- De Antipodeneilanden
- De Bountyeilanden
- De Aucklandeilanden
- Het eiland Campbell
- Het eiland Macquarie

Behoudens het laatste eiland dat Australisch grondgebied is en bij Tasmanië behoort, behoren de eilanden bij Nieuw-Zeeland.
Alle eilanden zijn inmiddels natuurreservaten en zelfs Werelderfgoed. Invasieve soorten zijn nog een probleem hoewel zij bijvoorbeeld op Macquarie goeddeels uitgeroeid zijn. Het klimaat is er koud, nat en winderig. Er valt op meer dan 300 dagen per jaar neerslag, hoewel de hoeveelheid de 1500 mm per jaar niet te boven gaat. Er is enig bos op de Aucklandeilanden en op beschutte delen van Campbell met soorten als Metrosideros umbellata, Dracophyllum, Coprosma en Myrsine spp. Maar de meeste vegetatie is struweel of grasland met pollenvormende grassen als Poa foliosa.  Kussenvormende planten zoals Azorella en Colobanthus spp. zijn talrijk. Er zijn ook veenmoerassen.
De flora telt zo'n 260 soorten vaatplanten, waarvan 35 endemisch zijn. Een endemisch geslacht is Pleurophyllum, waarvan alle drie de soorten op Auckland voorkomen.

## Galerij

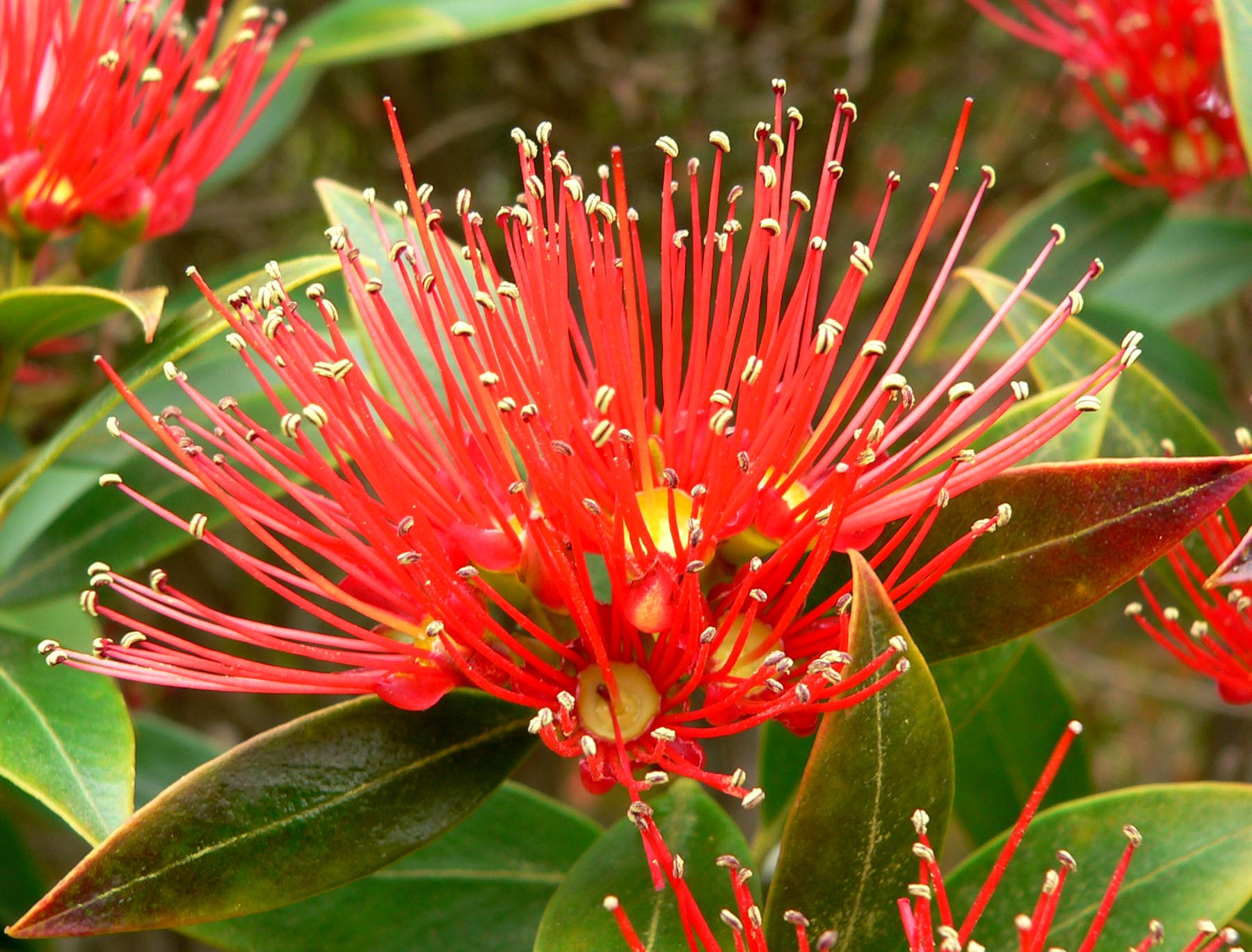
Metrosideros umbellata
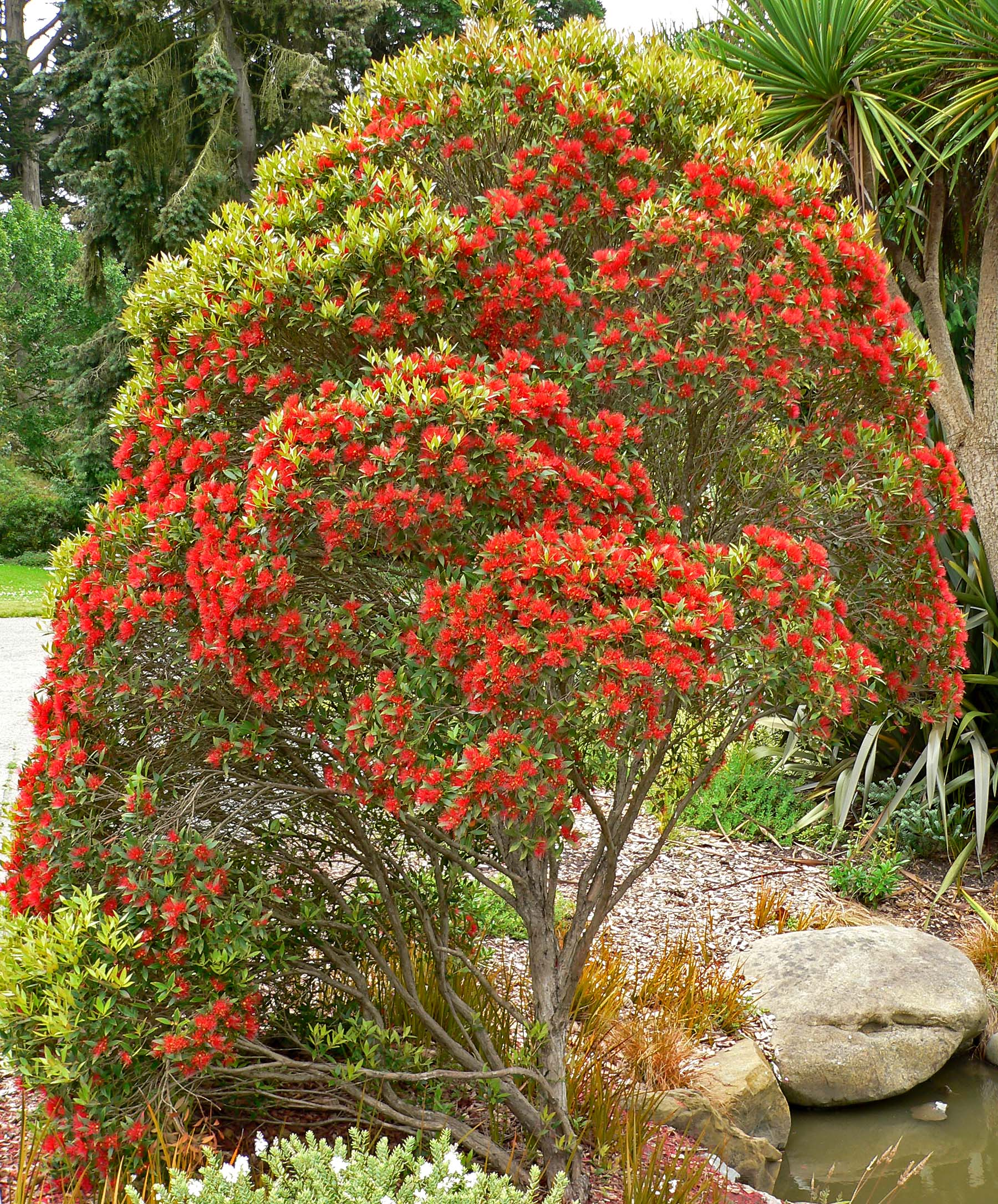
Metrosideros umbellata
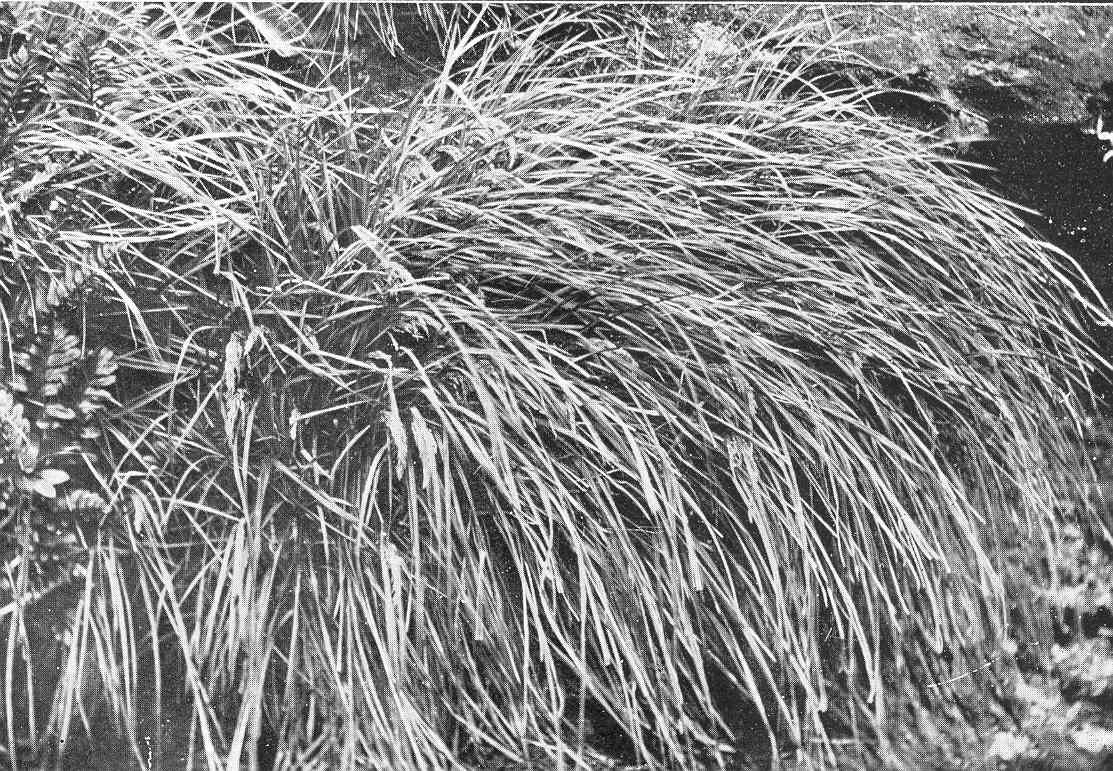
Poa foliosa
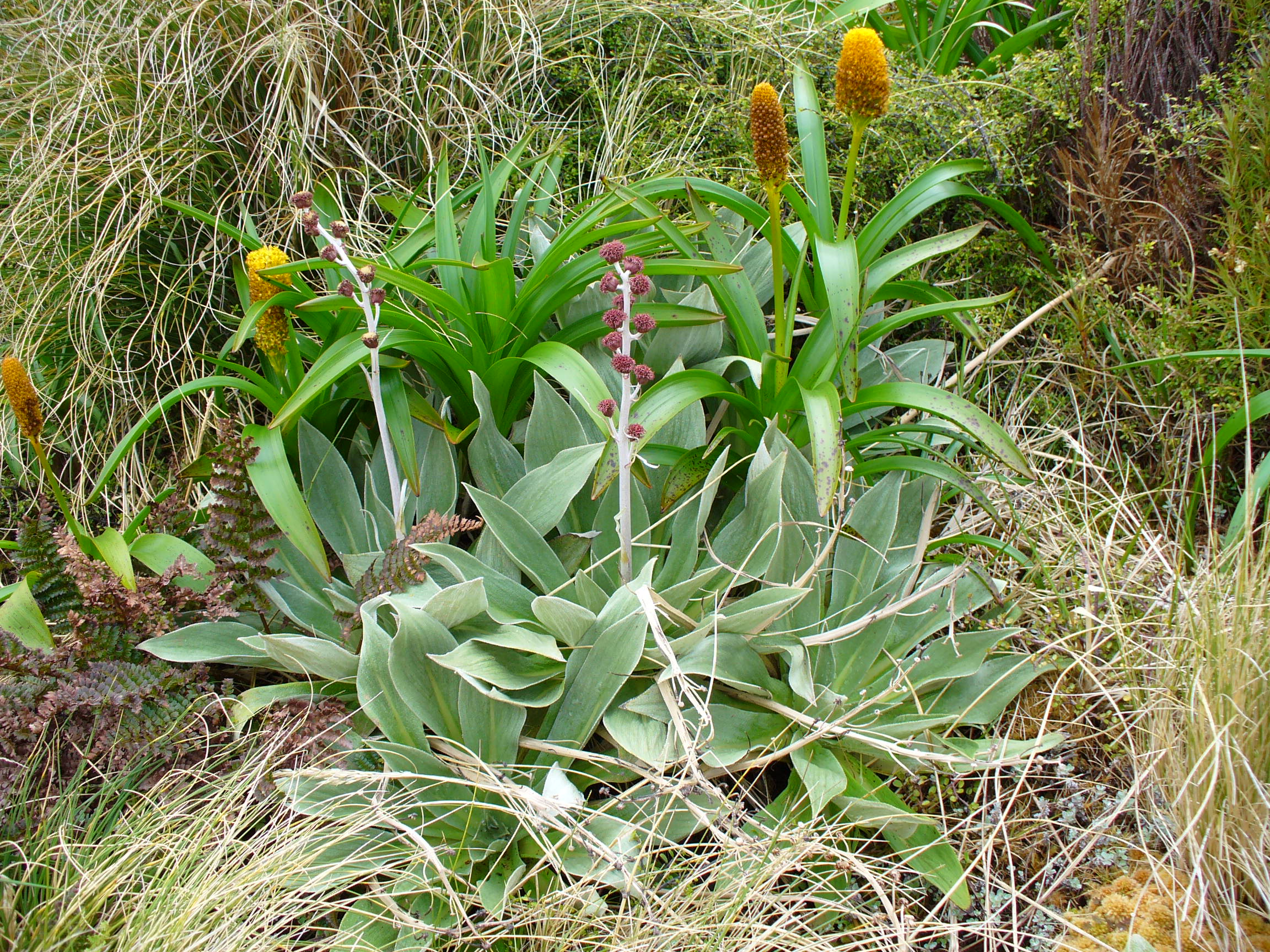
Pleurophyllum hookeri
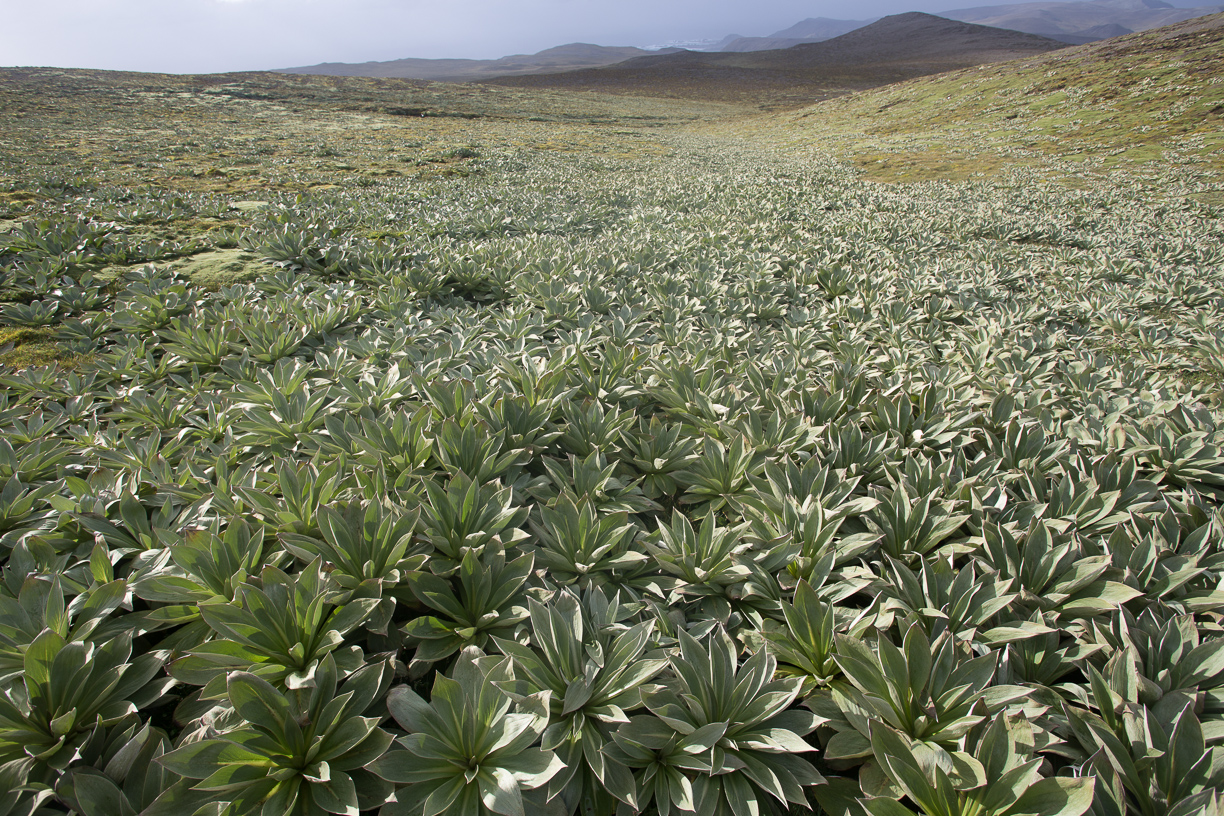
Pleurophyllum hookeri op Macquarie